# Peter Wheeler
Peter John Wheeler (Londra, 26 novembre 1948) è un ex rugbista a 15 e dirigente sportivo britannico, già tallonatore per l'Inghilterra, per i British Lions e per il Leicester, club del quale è attualmente direttore generale.

## Biografia
Capitano del Leicester Tigers, vinse un campionato inglese e tre coppe Anglo-Gallesi consecutive; esordì in Nazionale inglese nel corso del Cinque Nazioni 1975 e prese parte a tutte le edizioni di tale torneo fino al 1984, conquistando il Grande Slam nel 1980.
Partecipò anche ai tour dei British Lions del 1977 in Nuova Zelanda e del 1980 in Sudafrica, collezionando 7 test match con la selezione interbritannica.
Ritiratosi dall'attività, si dedicò alla carriera manageriale, divenendo uno dei fautori della prim'ora del professionismo nel rugby XV. Attualmente è il direttore generale del Leicester Tigers.